# Chiesa di Santa Maria Assunta e San Lorenzo
La chiesa di Santa Maria Assunta e San Lorenzo è un edificio sacro che si trova in località Castell'Anselmo, frazione del comune di Collesalvetti.

## Storia
Una chiesa in questo sito è documentata già dal XV secolo, ma venne distrutta durante le guerre tra Firenze e Pisa e, decimata la popolazione durante la pestilenza del 1522, soppressa e unita alla chiesa di Luciana. Solo nel XIX secolo, per comodità della popolazione riaccresciuta grazie allo sviluppo agrario, si sentì la necessità di ricostruire un edificio religioso, a partire dal 1825. 

## Descrizione
All'edificio ad aula a sviluppo longitudinale è annessa una piccola cappella dedicata al Santissimo Sacramento, aggiunta nel 1868. 
La zona absidale è delimitata da un arco sorretto da colonne e semipilastri. L'altare in marmi policromi, del tipo a mensa, accoglie al centro un tabernacolo a tempietto. Nella cantoria in controfacciata, il cui parapetto è decorato con soggetti musicali, è conservato un organo ottocentesco e un dipinto raffigurante l'Assunzione di Maria con san Lorenzo. Nei due altari alle pareti laterali si trovano due tele ottocentesche raffiguranti la Morte di san Giuseppe e la Visione di sant'Antonio.